# الجبهة الوطنية لتحرير مورو
الجبهة الوطنية لتحرير مورو منظمة سياسية فلبينية، عضو مراقب في منظمة المؤتمر الإسلامي وأحد أحزاب منطقة منطقة ذاتية الحكم في مندناو الإسلامية بمندناو.

## وصلات خارجية
- موقع-وب الجبهة الوطنية لتحرير مورو
- اتفاق تاريخي بين حكومة الفلبين وجبهة مورو الإسلامية موقع «مركز الدين والسياسة» للدراسات.